# Pasul Păltiniș
Pasul Păltiniș  este o trecătoare situată la altitudinea de 1355 m, în zona de joncțiune a Munților Calimani cu Munții Bistriței și, asigură legătura intre Depresiunea Dornelor și cursul mijlociu al Râului Bistrița, prin intermediul arealului depresionar Drăgoioasa – Glodu.

## Caractere geografice
Pasul este situat între vârfurile: Păltiniș (spre sud, 1439 m) și Călimănel (spre nord, 1644 m).
Este parcurs de DJ174 care leagă Vatra Dornei de Broșteni pe traseul văilor Negrișoara și apoi Neagra – cea care împarte Munții Bistriței în 2 masive: Pietrosul Bistriței și Budacul. Drumul este de categoria a III-a cu 1 bandă pe sens și este relativ greu practicabil rutier deoarece este drum de pământ.
Cea mai apropiată stație de cale ferată este situată al Vatra Dornei.
Alte trecători în apropiere sunt spre sud pasurile Bursucăriei și Iuteș, spre nord Pasul Mestecăniș și spre vest Pasul Tihuța.

## Oportunități turistice de vecinătate
- Comuna Panaci : Catedrala Munților (din piatră vulcanică, pictată atât la exterior cât și la interior), Schitul Piatra Tăieturii, Mănăstirea Catrinari, depozitul fosilifer Glodu, arborele Zmeu
- Comuna Șaru Dornei : Rezervația 12 Apostoli, Jnepenișul cu Pinus cembra - Călimani, Rezervația Tinovul Șaru Dornei, obiectivele etnografice de la Gura Haitii (Casa familiei Pața, Moara Băuca), Parcul Național Călimani
- Depresiunea Bilbor: Mlaștina cu borviz (Pârâul Dobreanu), Rezervația de mesteacăn pitic  (Betula nana) de pe Pîrîul Rușilor, Biserica de lemn din Bilbor "Sf. Nicolae" (1790), Drumul Rușilor
- Stațiunea Vatra Dornei
- Trasee turistice pe Platoul Călimanilor,în Munții Borsecului sau Munții Bistriței